# Liste des résolutions du Conseil de sécurité des Nations unies sur l'Afghanistan
Cet article dresse une liste des résolutions du Conseil de sécurité des Nations unies concernant l'Afghanistan.

## Afghanistan
L’Afghanistan, en forme longue la république islamique d'Afghanistan (depuis 1997) (pachto : د أفغانستان اسلامي جمهوریت (Da Afghanestan Islami Jomhouriyet) ; dari (persan) : جمهوری اسلامی أفغانستان)
- Résolution 8 : admission de l'Afghanistan aux Nations unies (adoptée le 29 août 1946 lors de la 57e séance).
- Résolution 622 : Afghanistan - Pakistan (adoptée le 31 octobre 1988).
- Résolution 647 : Afghanistan-Pakistan (adoptée le 11 janvier 1990).
- Résolution 1076 : la situation en Afghanistan
- Résolution 1077 : la situation en Afghanistan
- Résolution 1193 : la situation en Afghanistan.
- Résolution 1214 : la situation en Afghanistan.
- Résolution 1267 : la situation en Afghanistan. (adoptée à l'unanimité le 15 octobre 1999) - Concernant Al-Qaïda, les talibans et les personnes et entités qui leur sont associées: créé notamment le Comité 1267 chargé d'établir la liste noire des groupes et individus suspects d'affiliation ou de coopération avec Al-Qaïda. La légalité de l'application communautaire de cette résolution a été examinée par la Cour de justice des communautés européennes dans son arrêt Kadi (2008)).
- Résolution 1333 : situation en Afghanistan. (Adoptée le 13 décembre 2000 par 13 voix pour et 2 abstentions) - Interdiction de l'assistance militaire aux talibans, à la fermeture de ses camps et à la fin de la mise à disposition de sanctuaire au mouvement[1].)
- Résolution 1363 : la situation en Afghanistan. Mise en place d'un suivi des sanctions contre les Talibans)
- Résolution 1378 : la situation en Afghanistan. Appel à la mise en place d'une administration de transition conduisant à la formation d'un nouveau gouvernement).
- Résolution 1383 : la situation en Afghanistan.
- Résolution 1386 : envoi de la Force internationale d'assistance à la sécurité en Afghanistan, (adoptée le 20 décembre 2001 lors de la 4 443e séance).
- Résolution 1388 : la situation en Afghanistan.
- Résolution 1390 : la situation en Afghanistan.
- Résolution 1401 : la situation en Afghanistan.
- Résolution 1413 : la situation en Afghanistan.
- Résolution 1419 : la situation en Afghanistan.
- Résolution 1444 : la situation en Afghanistan.
- Résolution 1453 : la situation en Afghanistan.
- Résolution 1471 : la situation en Afghanistan.
- Résolution 1510 : la situation en Afghanistan.
- Résolution 1536 : la situation en Afghanistan.
- Résolution 1563 : la situation en Afghanistan.
- Résolution 1589 : la situation en Afghanistan.
- Résolution 1623 : la situation en Afghanistan.
- Résolution 1659 : la situation en Afghanistan.
- Résolution 1662 : la situation en Afghanistan.
- Résolution 1707 : la situation en Afghanistan.
- Résolution 1746 : la situation en Afghanistan.
- Résolution 1776 : la situation en Afghanistan.
- Résolution 1806 : la situation en Afghanistan.
- Résolution 1817 : la situation en Afghanistan.
- Résolution 1833 : la situation en Afghanistan.
- Résolution 1868 : la situation en Afghanistan.
- Résolution 1890 : la situation en Afghanistan.
- Résolution 1917 : la situation en Afghanistan.
- Résolution 1943 : la situation en Afghanistan (adoptée le 13 octobre 2010).
- Résolution 1974 : la situation en Afghanistan (adoptée le 22 mars 2011).
- Résolution 2011 : la situation en Afghanistan (adoptée le 12 octobre 2011).
- Résolution 2041 : la situation en Afghanistan (adoptée le 22 mars 2012).
- Résolution 2069 : la situation en Afghanistan (adoptée le 9 octobre 2012 lors de la 6843e séance).
- Résolution 2096 : la situation en Afghanistan (adoptée le 19 mars 2013 lors de la 6935e séance).
- Résolution 2120 : la situation en Afghanistan (adoptée le 10 octobre 2013 lors de la 7041e séance).
- Résolution 2145 : la situation en Afghanistan (adoptée le 17 mars 2014 ).
- Résolution 2189 : la situation en Afghanistan (adoptée le 12 décembre 2014 lors de la 7338e séance).
- Résolution 2210 : la situation en Afghanistan (adoptée le 16 mars 2015).
- Résolution 2274 : la situation en Afghanistan (adoptée le 15 mars 2016).
- Résolution 2344 : la situation en Afghanistan (adoptée le 17 mars 2017)
- Résolution 2405 : la situation en Afghanistan (adoptée le 8 mars 2018)
- Résolution 2460 : la situation en Afghanistan (adoptée le 15 mars 2019)
- Résolution 2489 : la situation en Afghanistan (adoptée le 17 septembre 2019)
- Résolution 2513 : la situation en Afghanistan (adoptée le 10 mars 2020)
- Résolution 2543 : la situation en Afghanistan (adoptée le 15 septembre 2020)
- Résolution 2593 : la situation en Afghanistan (adoptée le 30 août 2021)
- Résolution 2596 : la situation en Afghanistan (adoptée le 17 septembre 2021)
- Résolution 2626 : la situation en Afghanistan (adoptée le 17 mars 2022)
- Résolution 2678 : la situation en Afghanistan (adoptée le 16 mars 2023)
- Résolution 2679 : la situation en Afghanistan (adoptée le 16 mars 2023)
- Résolution 2706 : Menaces contre la paix et la sécurité internationales résultant d’actes de terrorisme (1988 Comité) (adoptée le 14 décembre 2023)
- Résolution 2721 : La situation en Afghanistan (adoptée le 29 décembre 2023)
- Résolution 2727 : La situation en Afghanistan (MANUA) (adoptée le 15 mars 2024)
- Résolution 2763 : Menaces contre la paix et la sécurité internationales résultant d’actes de terrorisme (Comité 1988) (adoptée le 13 décembre 2024)